# Memento (film)
Memento este un film american thriller de mister neo-noir polițist psihologic din 2000 scris și regizat de Christopher Nolan și produs de Suzanne și Jennifer Todd. Scenariul filmului s-a bazat pe o idee a fratelui lui Nolan, Jonathan, care a scris povestirea din 2001, „Memento Mori”, pe baza acestui concept. Guy Pearce joacă rolul lui Leonard Shelby, un bărbat care suferă de amnezie anterogradă, ceea ce duce la pierderea memoriei pe termen scurt și incapacitatea de a-și forma noi amintiri. El caută oamenii care l-au atacat și i-au ucis soția, folosind un sistem complex de fotografii Polaroid și tatuaje pentru a urmări informațiile pe care nu și le poate aminti. În alte roluri au interpretat Carrie-Anne Moss și Joe Pantoliano.
Narațiunea neliniară a filmului este prezentată ca două secvențe diferite de scene intercalate în timpul filmului: o serie alb-negru care este prezentată cronologic și o serie de secvențe color prezentate în ordine inversă (simulând pentru public starea mentală a protagonistului). Cele două secvențe se întâlnesc la sfârșitul filmului, ceea ce are ca rezultat o narațiune completă și coerentă.
Memento a avut premiera la cel de-al 57-lea Festival Internațional de Film de la Veneția la  5 septembrie 2000 și a fost lansat în Statele Unite la 16 martie 2001. A fost apreciat de critici, care i-au lăudat structura neliniară și temele sale despre memorie, percepție, durere și auto-înșelăciune. A avut încasări de 40 de milioane de dolari americani la un buget de 9 milioane de dolari americani. Memento a primit numeroase premii, inclusiv nominalizări la Premiul Oscar pentru cel mai bun scenariu original și cel mai bun montaj. Filmul este acum considerat una dintre cele mai bune lucrări ale lui Nolan și unul dintre cele mai bune filme ale anilor 2000. În 2017, Biblioteca Congresului Statelor Unite a considerat filmul „important din punct de vedere cultural, istoric sau estetic” și l-a selectat pentru conservare în Registrul Național de Film.

## Prezentare
Filmul începe cu o fotografie Polaroid a unui om mort. Pe măsură ce secvența este redată înapoi, fotografia revine la starea nedezvoltată, intrând în cameră înainte ca bărbatul să fie împușcat în cap. Filmul continuă apoi, alternând între secvențe alb-negru și secvențe color.
Secvențele alb-negru încep cu Leonard Shelby, un fost agent de asigurări, într-o cameră de motel, vorbind la telefon cu un interlocutor nevăzut și necunoscut. Leonard are amnezie anterogradă și nu poate memora amintiri recente, ca rezultat al atacului a doi bărbați. Leonard explică că l-a ucis pe atacatorul care i-a violat și sugrumat soția, Catherine, dar un al doilea l-a lovit în cap și a scăpat. Poliția nu a crezut că a existat un al doilea atacator, dar Leonard crede că numele atacatorului este „John G” sau „James G”. Leonard investighează folosind note, fotografii Polaroid și tatuaje pentru a ține evidența informațiilor pe care le descoperă. Leonard își amintește de Sammy Jankis, un alt amnezic anterograd, din zilele sale în domeniul asigurărilor. După ce testele au confirmat incapacitatea lui Sammy de a învăța sarcini prin repetare, Leonard a crezut că starea lui era în cel mai bun caz psihologică (și poate falsă) și a respins cererea de asigurare. Soția tulburată a lui Sammy i-a cerut în repetate rânduri lui Sammy să-i administreze injecțiile de insulină pentru diabetul ei, în speranța că el își va aminti și se va opri să-i administreze o supradoză fatală. Cu toate acestea, Sammy a continuat să-i administreze injecțiile, iar soția lui a intrat în comă și a murit.
Secvențele în culori sunt afișate invers-cronologic. În cronologia poveștii, Leonard își face un tatuaj cu plăcuța de înmatriculare a lui John G. Găsind un bilețel în hainele sale, o întâlnește pe Natalie, o barmaniță căruia se supără pe Leonard deoarece poartă hainele și conduce mașina iubitului ei, Jimmy Grantz. După ce a înțeles starea lui Leonard, ea se folosește de el pentru a-l face să urmărească un bărbat pe nume Dodd din oraș și, ca o favoare, se oferă să găsească a cui este  plăcuța de înmatriculare. Între timp, Leonard se întâlnește cu Teddy, care îl ajută cu Dodd, dar îl avertizează despre Natalie. Leonard descoperă că anterior a scris pe spatele pozei Polaroid cu Teddy să nu aibă încredere în el. Natalie îi oferă lui Leonard permisul de conducere al lui John Edward Gammell, numele complet al lui Teddy. Confirmând informațiile lui Leonard despre „John G” și avertismentele sale, Leonard îl duce pe Teddy într-o clădire abandonată, scena de la începutul filmului, în care îl împușcă.

Structura neliniară a filmului

În secvența finală alb-negru, îndemnat de cel de la telefon, Leonard se întâlnește cu Teddy, un ofițer sub acoperire, care l-a găsit pe „John G” al lui Leonard, Jimmy și îl îndrumă pe Leonard către clădirea abandonată. Când Jimmy apare, Leonard îl sugrumă până la moarte și face o fotografie Polaroid a cadavrului. Pe măsură ce fotografia apare, imaginea alb-negru se transformă în secvența finală în culori. Leonard schimbă hainele cu ale lui Jimmy, îl aude șoptind „Sammy”. Deoarece Leonard a spus povestea lui Sammy doar celor pe care i-a întâlnit, el se îndoiește brusc de rolul lui Jimmy. Teddy sosește și afirmă că Jimmy era John G, dar când Leonard nu crede nimic din ce spune, Teddy îi dezvăluie că l-a ajutat să-l omoare pe adevăratul atacator în urmă cu un an și de atunci îl folosește de Leonard. Teddy subliniază că, deoarece numele „John G” este foarte comun, Leonard va uita în mod ciclic și va începe mereu o altă căutare a sa și că, de asemenea, chiar Teddy însuși are un nume „John G”. În plus, Teddy spune că povestea lui Sammy este de fapt povestea lui Leonard, o amintire pe care Leonard a reprimat-o pentru a scăpa de sentimentele de vinovăție.
După ce l-a auzit pe Teddy mărturisind toate acestea, Leonard arde fotografia cu Jimmy mort și cu el însuși imediat după ce l-a ucis pe adevăratul atacator în urmă cu un an, arătând spre pieptul său, unde și-ar fi făcut un tatuaj pentru a-și documenta răzbunarea reușită. Într-un monolog de final, explică că este dispus să se mintă singur pentru a se răzbuna împotriva oricui i-a greșit. Prin urmare, el începe să-l urmărească pe Teddy făcându-și un tatuaj cu numărul plăcuței de înmatriculare a mașinii lui Teddy și scriindu-și o notă (un memento) că Teddy nu este de încredere, astfel încât să-l confunde pe Teddy cu John G și să-l omoare. Leonard pleacă în mașina lui Jimmy, încrezător că, în ciuda acestei minciuni, va păstra suficientă conștientizare a lumii pentru a ști că acțiunile lui au consecințe.

## Distribuție
- Guy Pearce - Leonard Shelby
- Carrie-Anne Moss - Natalie

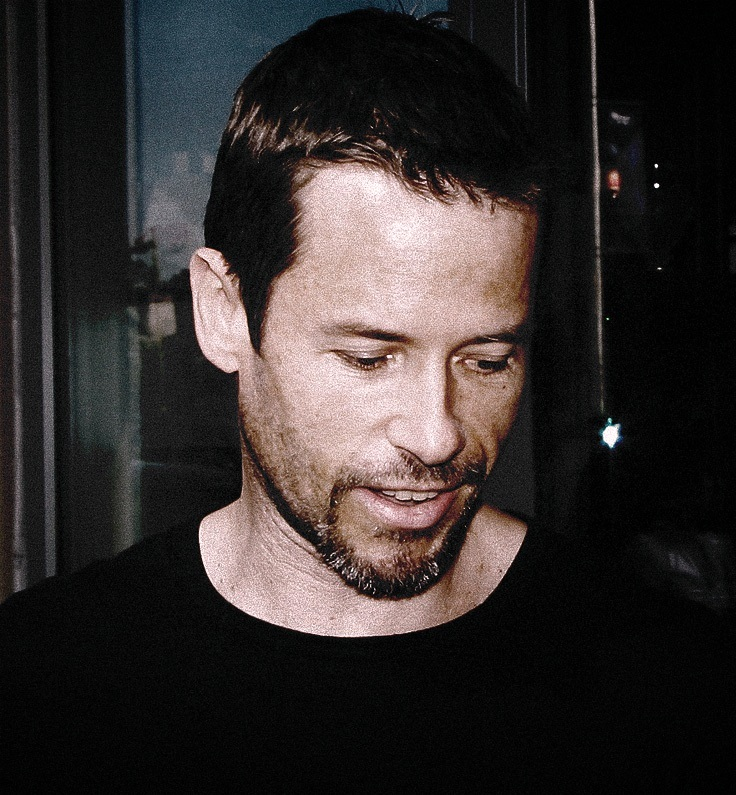
Guy Pearce

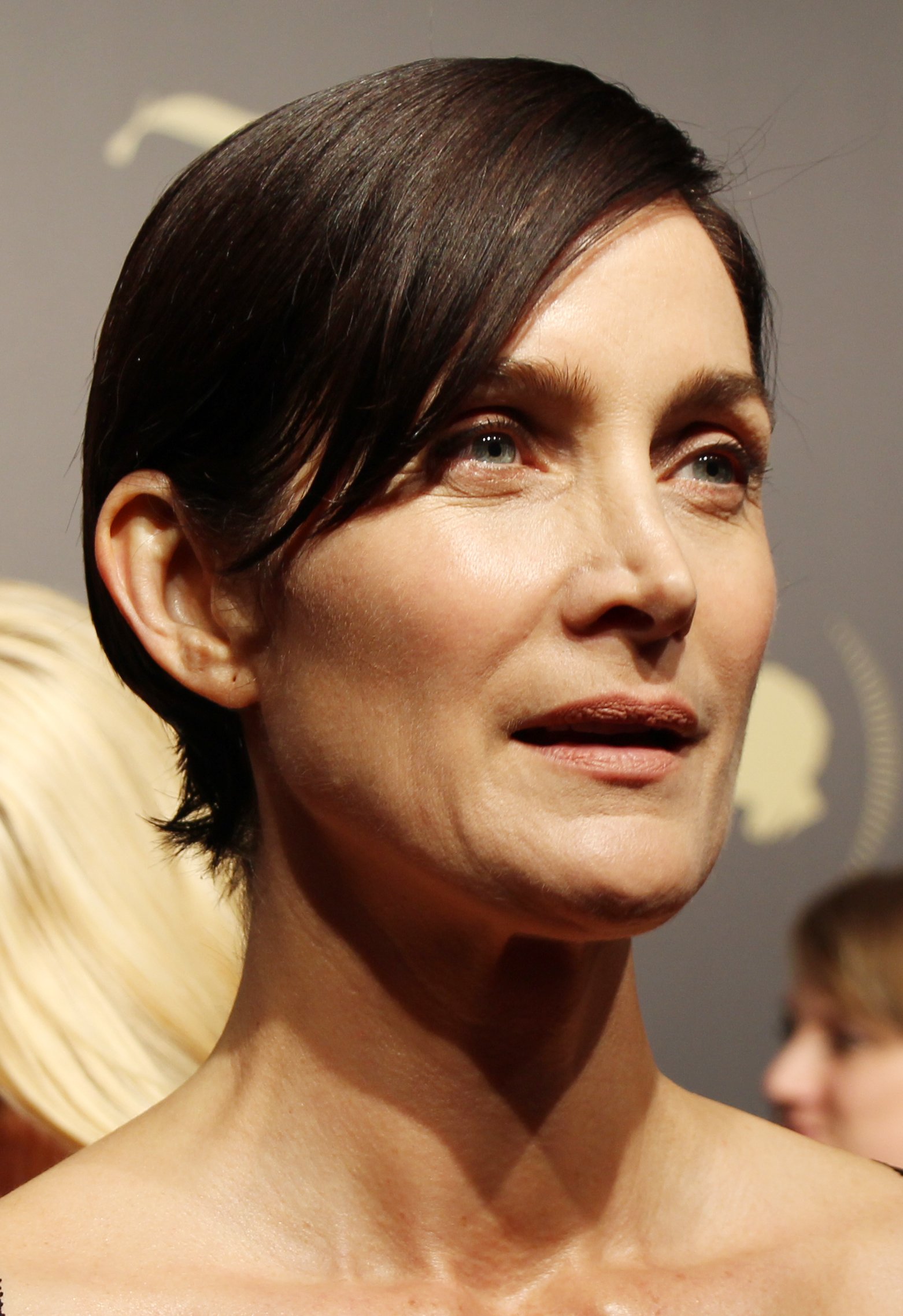
Carrie-Anne Moss în 2016

- Joe Pantoliano - John Edward "Teddy" Gammell
- Mark Boone Junior - Burt
- Russ Fega - Waiter
- Jorja Fox⁠(d) - Catherine Shelby
- Stephen Tobolowsky - Samuel R. "Sammy" Jankis
- Harriet Sansom Harris⁠(d) - Mrs. Jankis
- Thomas Lennon⁠(d) - Medic
- Callum Keith Rennie⁠(d) - Dodd
- Kimberly Campbell - Blonde
- Marianne Muellerleile⁠(d) - Tatuator
- Larry Holden⁠(d) - James F. "Jimmy" Grantz

## Structura filmului
Filmul este structurat pe două linii temporale: secvențele de culoare sunt alternate cu secvențe alb-negru. Acestea din urmă sunt adunate în ordine cronologică. Cele de culoare, deși afișate înainte (cu excepția primului, care este afișat invers), sunt ordonate invers. Din punct de vedere cronologic, secvențele alb-negru sunt pe primul loc, apoi secvențele de culoare.
Folosind schema de numerotare sugerată de Andy Klein — care a numerotat de la 1 la 22 secvențele alb-negru și cu literele A–V pentru cele color în articolul său din revista Salon — structura filmului așa cum a fost prezentat el este: generic de deschidere (redat „înapoi”), 1, V, 2, U, 3, T, 4, S, ..., 22/A, generic de închidere.

O diagramă care ilustrează structura filmului Memento.

Există o tranziție lină de la secvența alb-negru 22 la secvența de culoare A, care are loc în timpul apariției unei fotografii Polaroid.
Ordinea cronologică a poveștii poate fi văzută ca o „funcție ascunsă” pe DVD-ul cu 2 discuri ediție limitată Regiunea 1 și pe DVD-ul cu 3 discuri, ediția specială, Regiunea 2. În această funcție specială, capitolele filmului sunt adunate în ordine cronologică și sunt redate astfel: generic de închidere (redat invers), 1, 2, 3, ..., 22/A, B, . . ., V, apoi generic de deschidere (redat „înapoi”) față de ceea ce a fost afișat (secvența genericului de deschidere este rulată invers în timpul filmului propriu-zis, deci este afișată înainte în această versiune).
Stefano Ghislotti a scris un articol în Film Anthology în care discută despre modul în care Nolan oferă spectatorului indiciile necesare pentru a decoda intriga în timp ce urmărim filmul și ne ajută să înțelegem cronologia. Secvențele în culori includ o scurtă suprapunere pentru a ajuta publicul să înțeleagă faptul că sunt prezentate în ordine inversă. Scopul secvențierii inverse fragmentate este de a forța publicul de a avea o experiență similară capacității defectuoase a lui Leonard de a crea noi amintiri pe termen lung, în care evenimentele anterioare au fost uitate, deoarece publicul încă nu le-a văzut.

## Producție

### Dezvoltare
În iulie 1996, frații Christopher și Jonathan Nolan au făcut o excursie rutieră de la Chicago la Los Angeles, în timp ce Christopher se muta cu locuința pe Coasta de Vest. În timpul călătoriei, Jonathan i-a prezentat povestea filmului fratelui său, care a fost entuziasmat de idee. După ce au ajuns în Los Angeles, Jonathan a plecat la Washington, DC, pentru a termina facultatea la Universitatea Georgetown. Personajul ucigaș misterios cunoscut doar ca „John G”. a fost de fapt un omagiu adus profesorului de scenarii de la Universitatea Georgetown al lui Jonathan din acea vreme, John Glavin. Christopher i-a cerut în mod repetat lui Jonathan să-i trimită o primă schiță, iar după câteva luni, Jonathan s-a conformat. Două luni mai târziu, lui Christopher i-a venit ideea să spună filmul invers și a început să lucreze la un scenariu. Jonathan  a scris povestea simultan, iar frații au continuat să corespondeze, trimițându-și reciproc revizuiri ulterioare ale lucrărilor lor respective. Christopher a scris inițial scenariul ca o poveste liniară, apoi „a revenit și a reordonat-o așa cum apare acum pe ecran pentru a verifica dacă are logică”. Nolan a fost influențat și de povestea „Funes sau omul cu memoria perfectă” de Jorge Luis Borges. „Cred că Memento este un văr ciudat al povestirii „Funes sau omul cu memoria perfectă” – despre un bărbat care își amintește totul, care nu poate uita nimic. Este un pic de inversare a acestui lucru.”
Povestirea lui Jonathan, intitulată „Memento Mori”, este radical diferită de filmul lui Christopher, deși păstrează aceleași elemente esențiale. În versiunea lui Jonathan, Leonard este numit Earl și este pacient la o instituție psihiatrică. Ca și în film, soția sa a fost ucisă de un bărbat anonim, iar în timpul atacului asupra soției sale, Earl și-a pierdut capacitatea de a crea noi amintiri pe termen lung. La fel ca Leonard, Earl își lasă note și are tatuaje cu informații despre criminal. Cu toate acestea, în povestire, Earl se convinge prin propriile sale note scrise să scape din instituția psihică și să-l ucidă pe ucigașul soției sale. Spre deosebire de film, nu există nicio ambiguitate că Earl l-a găsit și l-a ucis pe bărbatul anonim.
În iulie 1997, iubita lui Christopher Nolan (mai târziu soție), Emma Thomas⁠(d), i-a arătat scenariul lui Aaron Ryder⁠(d), un director al Newmarket Films⁠(d). Ryder a spus că scenariul a fost „poate cel mai inovator scenariu pe care l-am văzut vreodată” și, la scurt timp după aceea, a fost selectat de Newmarket și a primit un buget de 9 milioane de dolari americani. Pre-producția a durat șapte săptămâni, timp în care locul principal de filmare s-a schimbat de la Montreal, Quebec, la Los Angeles, California, pentru a crea filmului o atmosferă mai realistă de film noir.

### Casting
Brad Pitt a fost programat inițial să joace rolul lui Leonard. Pitt a fost interesat de rol, dar a renunțat din cauza unor conflicte de programare. Alți actori luați în considerare au fost Aaron Eckhart (care mai târziu a lucrat cu Nolan la Cavalerul negru) și Thomas Jane, dar rolul i-a revenit lui Guy Pearce, care l-a impresionat cel mai mult pe Nolan. Pearce a fost ales parțial pentru „lipsa sa de celebritate” (după ce Pitt a renunțat, s-a „decis să se evite vânarea vedetelor de top și să facă filmul cu mai puțini bani folosind un actor de calitate accesibilă”) și entuziasmul lui pentru acest rol, dovedit de o convorbire telefonică personală pe care Pearce a avut-o cu Nolan pentru a discuta despre rol.
După ce a fost impresionat de interpretarea lui Carrie-Anne Moss ca Trinity în filmul științifico-fantastic din 1999 Matrix, Jennifer Todd a sugerat-o pentru rolul lui Natalie. Deoarece Mary McCormack⁠(d) a susținut mult această idee, Nolan a decis ca Moss să joace rolul lui Natalie, spunând: „Ea a adăugat o cantitate enormă la rolul lui Natalie care nu era în scenariu”.  Pentru polițistul corupt Teddy, „a fost menționat comicul Denis Leary⁠(d), dar s-a dovedit indisponibil”. Moss l-a sugerat pe Joe Pantoliano, colegul ei din Matrix . Deși a existat o îngrijorare că Pantoliano ar putea arăta prea răufăcător în acest rol, el a fost totuși distribuit și Nolan a spus că a fost surprins de subtilitatea lui Pantoliano în interpretarea sa actoricească.
Restul personajelor filmului au fost distribuite rapid după ce au fost clarificate cele trei personaje principale. Stephen Tobolowsky și Harriet Sansom Harris⁠(d) îi interpretează pe Sammy Jankis și, respectiv, pe soția lui. Mark Boone Junior a obținut rolul lui Burt, funcționarul motelului, pentru că lui Jennifer Todd i-a plăcut „înfățișarea și atitudinea” lui pentru rol (ca urmare a fost distribuit ulterior în roluri minore în alte producții ale lui Nolan).

### Filmări
Filmările au avut loc între 7 septembrie și 8 octombrie 1999, un program de 25 de zile. Pearce a fost pe platourile de filmare în fiecare zi în timpul filmărilor, cu toate că toți cei trei actori principali (inclusiv Pantoliano și Moss) au jucat împreună doar în prima zi, filmând secvențe exterioare în afara casei lui Natalie. Toate scenele cu Moss au fost finalizate în prima săptămână,  inclusiv scene ulterioare din casa lui Natalie, la barul lui Ferdy și la restaurantul unde ea îl întâlnește pe Leonard pentru ultima oară.
Pantoliano a revenit pe platourile de filmare la sfârșitul celei de-a doua săptămâni pentru a continua să-și filmeze scenele. La 25 septembrie, echipa a filmat scena de deschidere în care Leonard îl ucide pe Teddy. Deși scena este în mișcare inversă, Nolan a folosit sunete redate înainte.
A doua zi, la 26 septembrie, Larry Holden s-a întors pentru a filma secvența în care Leonard îl atacă pe Jimmy. După ce filmările s-au încheiat cinci zile mai târziu, a fost înregistrată vocea lui Pearce. Pentru scenele alb-negru, lui Pearce i s-a dat frâu liber să-și improvizeze narațiunea, ceea ce a dat o senzație de documentar.
Travel Inn din Tujunga, California⁠(d), a fost revopsit și folosit ca interior al camerelor de motel ale lui Leonard și Dodd și ca exteriorul Discount Inn al filmului. Scenele din casa lui Sammy Jankis au fost filmate într-o casă suburbană în apropiere de Pasadena, în timp ce casa lui Natalie era situată în Burbank. Echipa a plănuit să filmeze scena cu construcția abandonată (unde Leonard îi ucide pe Teddy și pe Jimmy) într-o clădire din cărămidă în stil spaniol, deținută de o companie feroviară. Cu toate acestea, cu o săptămână înainte de începerea filmărilor, compania a amplasat câteva zeci de vagoane în afara clădirii, făcând exteriorul imposibil de filmat. Întrucât interiorul clădirii fusese deja construit ca ansamblu, a trebuit să se găsească o nouă locație. În schimb, a fost folosită o rafinărie de petrol de lângă Long Beach, iar scena în care Leonard arde bunurile soției sale într-un cimitir a fost filmată de cealaltă parte a rafinăriei.

### Coloană sonoră
David Julyan⁠(d) a compus coloana sonoră sintetizată a filmului. Julyan a recunoscut că există mai multe coloane sonore sintetizate care l-au inspirat, precum cea din Vânătorul de recompense a lui Vangelis sau La hotarul dintre viață și moarte a lui Hans Zimmer. În timpul compunerii coloanei sonore, Julyan a creat sunete diferite, distincte, pentru a face diferența între scenele color și alb-negru: teme „visătoare și clasice” în prima și „zgomot apăsător și greu” în cea de-a doua. Întrucât el descrie întreaga partitură drept „tema lui Leonard”, Julyan spune: „Emoția pe care o urmăream cu muzica mea era dorința și pierderea. Dar un sentiment de pierdere pe care îl simți, dar în același timp nu știi ce ai pierdut, un sentiment de a fi în derivă.” Inițial, Nolan a vrut să folosească cântecul „Paranoid Android” al celor de la Radiohead în timpul genericului de final, dar nu a reușit să cumpere drepturile de autor. În schimb, folosește piesa „Something in the Air” a lui David Bowie, deși pe coloana sonoră a filmului este inclusă o altă melodie a celor de la Radiohead, o versiune extinsă a „Treefingers”.

## Lansare

Logo al filmului

A avut premiera la Festivalul de Film de la Veneția din 2000, unde a fost ovaționat în picioare, iar ulterior a fost proiectat la Festivalul de Film American de la Deauville și la Festivalul Internațional de Film de la Toronto . Odată cu publicitatea oferită de aceste evenimente, Memento nu a avut probleme în a găsi distribuitori străini, având premiera în peste 20 de țări din întreaga lume. Turneul său de promovare s-a încheiat la Festivalul de Film de la Sundance, unde a fost proiectat în ianuarie 2001.
Găsirea distribuitorilor americani s-a dovedit a fi mai dificilă. Memento a fost proiectat pentru diverși șefi de studio (inclusiv cel de la Miramax, Harvey Weinstein) în martie 2000. Deși majoritatea directorilor au îndrăgit filmul și au lăudat talentul lui Nolan, toți au renunțat la distribuirea filmului, crezând că este prea confuz și astfel nu va atrage un public numeros. După ce celebrul regizor de film independent Steven Soderbergh a văzut filmul și a aflat că nu este distribuit, el a susținut filmul în interviuri și evenimente publice, oferindu-i și mai multă publicitate, deși nu i-a găsit un distribuitor. Compania Newmarket, într-o mișcare riscantă din punct de vedere financiar, a decis să distribuie singură filmul. După primele câteva săptămâni de distribuție, Memento a ajuns în peste 500 de cinematografe și a avut un venit total intern de 25 de milioane de dolari americani la box-office. Succesul filmului a fost surprinzător pentru cei care au refuzat inițial filmul, atât de mult încât Weinstein și-a dat seama de greșeala sa și a încercat să cumpere filmul de la Newmarket.

### Marketing
Jonathan Nolan a creat site-ul oficial al filmului. Ca și în cazul strategiei de marketing a filmului Proiect Vrăjitoarea, site-ul a fost menit să ofere alte indicii ale poveștii, fără a oferi informații concrete. După o scurtă introducere pe site, spectatorului i se arată o tăietură din ziar care detaliază uciderea lui Teddy de către Leonard. Făcând clic pe cuvintele evidențiate din articol sunt prezentate mai multe materiale care descriu filmul, inclusiv notele și fotografiile lui Leonard, precum și rapoartele poliției. Realizatorii filmului au folosit o altă tactică, trimițând imagini Polaroid unor oameni la întâmplare, înfățișând un Leonard însângerat și fără cămașă arătând spre un loc nemarcat de pe piept. Deoarece Newmarket a distribuit singur filmul, Christopher Nolan a editat el însuși reclamele filmului. Vândute către canale ieftine de televiziune prin cablu, precum Bravo și A&E, și pe site-uri web precum Yahoo și MSN⁠(d), reclamele filmului au fost esențiale pentru ca Memento să atragă atenția publicului pe scară largă.

### Home media

Meniurile DVD-ului Ediție Specială sunt aranjate ca elemente ale unui test psihologic. Evidențierea anumitor obiecte duce la caracteristici speciale.

Memento a fost lansat pe DVD și VHS în Statele Unite și Canada la 4 septembrie 2001 și în Regatul Unit la 14 ianuarie 2002. Versiunea britanică conține o caracteristică ascunsă care permite spectatorului să vizioneze filmul în ordine cronologică. Versiunea canadiană nu are această caracteristică, dar capitolele de film sunt configurate pentru a face acest lucru manual sau prin programare DVD. Versiunea originală din SUA nu are caracteristica cronologică și nici capitolele nu sunt configurate corect pentru a face acest lucru.
Filmul a fost relansat ulterior pe un DVD în ediție limitată, care conține un comentariu audio al lui Christopher Nolan, povestea originală a lui Jonathan Nolan pe care s-a bazat filmul și un documentar Sundance Channel despre realizarea filmului. DVD-ul în ediție limitată conține și o caracteristică ascunsă care permite spectatorului să vizioneze filmul în ordine cronologică.
DVD-ul ediție limitată este ambalat pentru a arăta ca dosarul lui Leonard dintr-o instituție psihică, cu note mâzgălite de „medici” și Leonard pe interior. Meniurile DVD-ului sunt concepute ca o serie de teste psihologice; spectatorul trebuie să aleagă anumite cuvinte, obiecte și răspunsuri cu variante multiple pentru a reda filmul sau pentru a accesa funcții speciale. „Notele” lui Leonard de pe carcasa DVD-ului oferă indicii despre navigarea pe DVD. Unele dintre „materiale” par concepute pentru a induce paranoia și incertitudinea (o imagine a unei persoane care îi șoptește alteia este subtitrată „Ei știu ce ai făcut”), făcând aluzie la starea mentală a lui Shelby.
Memento a fost relansat în Marea Britanie pe un DVD cu 3 discuri ediție specială la 27 decembrie 2004. Această ediție conține toate caracteristicile speciale ale celor două versiuni din SUA într-un singur pachet plus câteva interviuri noi. Meniurile apar ca tatuaje pe corpul lui Leonard și sunt mai simple decât DVD-ul în ediție limitată de 2 discuri din SUA.
Memento a fost lansat pe Blu-ray la 15 august 2006. Această versiune nu are caracteristicile speciale conținute pe DVD-ul ediție limitată, dar include comentariul audio al regizorului Christopher Nolan. Discul cu un singur strat conține video în format MPEG -2 1080p⁠(d) și audio surround PCM 5.1. Filmul a fost lansat și pe iTunes ca distribuire digitală.
Filmul a fost relansat în Statele Unite de către Lionsgate pe Blu-ray și DVD la 22 februarie 2011, la a 10-a aniversare a filmului. Atât varianta Blu-ray, cât și DVD, au un nou format care a fost prezentat și în cinematografe. În plus, varianta Blu-ray conține o nouă caracteristică specială cu Nolan despre moștenirea filmului.

## Recepție

### Box office
Memento a fost un succes de box office. În Statele Unite, în weekendul premierei, a fost lansat doar în 11 cinematografe, dar până în săptămâna a 11-a a fost distribuit în peste 500 de cinematografe. A încasat peste 25 de milioane de dolari americani în America de Nord și 14 milioane de dolari americani în alte țări, ceea ce face ca venitul total al filmului la nivel mondial să fie de aproximativ 40 de milioane dolari americani în august 2007. În timpul distribuirii cinematografice, nu s-a clasat sub locul opt în lista filmelor cu cele mai mari încasări într-un singur weekend.

### Răspuns critic
Memento a fost apreciat de critici. Pe agregatorul de recenzii Rotten Tomatoes, filmul a primit un rating de aprobare de 93% pe baza a 181 de recenzii, cu un rating mediu de 8,3/10. Consensul critic al site-ului spune: „Christopher Nolan ghidează cu pricepere publicul prin narațiunea fărâmițată a lui Memento, scurgându-și filmul într-o spaimă existențială”. Pe Metacritic, filmul are un scor mediu de 80 din 100 bazat pe 34 de critici, indicând „recenzii în general favorabile”.
Criticul de film James Berardinelli a acordat filmului patru stele din patru, clasându-l pe primul loc în lista sa cu cele mai bune zece filme de la sfârșitul anului și pe locul șaizeci și trei în Top 100 de filme din toate timpurile.   În recenzia sa, el l-a descris ca „un film nesfârșit de fascinant, minunat de deschis [care] va fi reamintit de mulți care îl consideră unul dintre cele mai bune filme ale anului”. Berardinelli a lăudat narațiunea inversă a filmului, spunând că „ceea ce distinge cu adevărat acest film este structura sa genială și inovatoare” și a remarcat că Guy Pearce are o „interpretare uluitoare... etanșă și complet convingătoare”. În 2009, Berardinelli a considerat Memento ca fiind pe locul 3 în lista sa cu cele mai bune filme ale deceniului. William Arnold de la Seattle Post-Intelligencer a scris că Memento este „dintr-o dată delicios” și subliniază că regizorul Christopher Nolan „nu numai că face Memento să fie un film de puzzle neliniar, ci și ca un thriller tensionat, de atmosferă”. Rob Blackwelder a remarcat că „Nolan a dat o notă excelentă asupra complexității acestei povești. El face din fiecare element al filmului un indiciu pentru imaginea mai mare... pe măsură ce povestea se îndreaptă înapoi spre originile căutării lui [Leonard]”.
Nu toți criticii au fost impresionați de structura filmului. Marjorie Baumgarten a scris: „Prezentată cronologic, narațiunea ar atrage puțin interes, făcând astfel povestirea inversă să devină vanitatea regizorului”. Sean Burns de la Philadelphia Weekly a comentat că „cu toată vrăjitoria sa formală, Memento este, în cele din urmă, o ispravă rece ca gheața de pricepere intelectuală [a jocului]. Odată ce fiorul visceral al structurii puzzle-ului începe să dispară, nu mai rămâne nimic de care să te agăți. Filmul în sine dispare ca una dintre amintirile temporare ale lui Leonard.” În timp ce Roger Ebert a acordat filmului trei stele din patru, el nu a crezut că merită vizionări multiple. După ce a vizionat Memento de două ori, a concluzionat că „a ajutat [revizionarea] la o mai mare înțelegere a intrigii, dar nu a îmbogățit experiența de vizionare. Confuzia este despre starea în care trebuie să fim.” Lui Jonathan Rosenbaum nu i-a plăcut filmul și a comentat în recenzia sa a filmului Strălucirea eternă a minții neprihănite că Memento este o „contrafacere năucitoare și nepoetică” a filmului din 1968 al lui Alain Resnais Je t'aime, je t'aime⁠(d).
În 2005, Sindicatul Scenariștilor Americani a clasat scenariul pe locul 100 în lista sa cu 101 cele mai bune scenarii scrise vreodată. În 2012, Motion Picture Editors Guild⁠(d) l-a listat ca al paisprezecelea cel mai bine editat film din toate timpurile, pe baza unui sondaj al membrilor săi.
Memento a fost considerat „semnificativ din punct de vedere cultural, istoric sau estetic” de Biblioteca Congresului Statelor Unite ale Americii și a fost selectat pentru conservare în Registrul Național de Film în 2017, fiind primul film narativ al anilor 2000 care a fost onorat.

### Răspuns științific
Mulți experți medicali au citat Memento ca prezentând una dintre cele mai realiste și mai precise descrieri ale amneziei anterograde. Cercetătorul de neuroștiință de la Caltech Christof Koch⁠(d) a catalogat Memento „cea mai precisă reprezentare a diferitelor sisteme de memorie din mass-media populară”, în timp ce medicul Esther M. Sternberg, director al Programului Imun Neural Integrativ la Institutul Național de Sănătate Mintală, a identificat filmul ca „aproape de o explorare perfectă a neurobiologiei memoriei”.

Sternberg conchide: 
Acest thriller care provoacă gânduri este genul de film care continuă să reverbereze în mintea spectatorului, iar fiecare iterație duce la examinarea noțiunile preconcepute într-o lumină diferită. Memento este un film pentru oricine este interesat de funcționarea memoriei și, într-adevăr, de ceea ce face propria noastră realitate.
Neuropsihologul clinic Sallie Baxendale scrie în The BMJ⁠(d):
Majoritatea covârșitoare a personajelor amnezice din filme nu au nicio legătură cu realitățile neurologice sau psihiatrice ale pierderii memoriei. Aparent inspirat parțial din studiile neuropsihologice ale celebrului pacient HM (care a dezvoltat tulburări severe de memorie anterogradă în urma unei intervenții neurochirurgicale pentru a-și controla crizele epileptice) și din sindromul amnezic al lobului temporal, filmul documentează dificultățile cu care se confruntă Leonard, care dezvoltă o amnezie anterogradă severă după un atac în care soția lui este ucisă. Spre deosebire de majoritatea filmelor din acest gen, acest personaj amnezic își păstrează identitatea, are puțină amnezie retrogradă și arată câteva dintre dificultățile severe de memorie cotidiene asociate cu tulburarea. Calitatea fragmentată, aproape mozaică, a secvenței scenelor din film reflectă, de asemenea, natura „prezent perpetuu” a sindromului.

### Interpretare și analiză
Mergând înapoi în timp, Memento extrage adevăratul mister de la spectatorii care află primul pas în investigația lui Leonard, originile autoînșelăciunii sale. Da, aflăm și ce s-a întâmplat cu adevărat cu soția lui, ce s-a întâmplat cu el și ce s-a întâmplat cu ucigașul său și înțelegem mai multe despre rolul complicat al lui Teddy în folosirea lui Leonard în propriile sale planuri. Dar cea mai grăitoare revelație, de la sfârșitul filmului, nu se limitează la starea lui: Leonard se minte pe sine. Și când nu se minte pe el însuși, el este vinovat de părtinire de confirmare, acceptând doar faptele care afirmă concluziile sale pregătite din înainte, aruncându-le pe toate celelalte.
De la lansare, Memento a fost un subiect de discuție pe scară largă, atât pentru structura sa narativă unică, cât și pentru temele sale. Cei care au căutat explicații pentru intriga filmului fie au apelat la forumuri online  sau materiale academice, fie au ignorat site-ul și forumurile oficiale ale filmului pentru a-și menține propriile ipoteze personale. Într-un articol din The Disolve care analizează opera lui Nolan, Mike D'Angelo⁠(d) citează Memento drept „un studiu magistral în auto-amăgirea deliberată”, făcând aluzie la propriile acțiuni ale lui Leonard dinspre sfârșitul filmului și la rolul său de narator subiectiv. Pe aceeași temă a auto-înșelăciunii, James Mooney de la filmandphilosophy.com notează că filmul sugerează modul în care „amintirile noastre ne înșală sau, mai degrabă, uneori ne înșelăm pe noi înșine „alegând” să uităm sau manipulând amintirile noastre despre evenimentele trecute”. Acest lucru este în concordanță cu o analiză psihologică a filmului, în special cu actul de confabulare. Folosirea de către Leonard a acestui procedeu devine o dilemă, așa cum a explicat profesorul John Kubie de la SUNY Downstate Medical Center⁠(d) pentru BrainFacts.org: „În Memento ne confruntăm cu întrebarea cât de mult din memoria trecutului lui Leonard este reală și cât de mult este construită din credințe și dorințe.”
Autorul Chuck Klosterman⁠(d) a scris în amănunt despre Memento în colecția sa de eseuri Sex, Drugs, and Cocoa Puffs: A Low Culture Manifesto, în special despre scena mesei cu Leonard și Natalie.
Într-un interviu din 2001 acordat lui Chuck Stephens pentru revista Filmmaker⁠(d),  Nolan a mai afirmat:
Pentru mine, cea mai interesantă parte este că publicul nu pare să creadă lucrurile pe care Teddy [Pantoliano] le spune la sfârșit și totuși de ce? Cred că se datorează faptului că oamenii au petrecut întregul film uitându-se la fotografia lui Leonard cu Teddy, cu notița: „Nu-i crede minciunile”. Această imagine rămâne cu adevărat în capul oamenilor și ei încă preferă să aibă încredere în acea imagine chiar și după ce clarificăm foarte clar că amintirea vizuală a lui Leonard este complet discutabilă. A fost destul de surprinzător și nu a fost planificat. Ceea ce a fost întotdeauna planificat a fost să nu ieșim niciodată complet din capul lui Leonard și să menținem publicul în acel mod interpretativ de a încerca să analizeze ceea ce vrea să creadă sau nu. Pentru mine, esențialul filmului este că singurul tip care ar putea fi de fapt autoritatea cu privire la adevărul a ceea ce s-a întâmplat este interpretat de Joe Pantoliano... care este atât de nedemn de încredere, mai ales având în vedere bagajul pe care îl poartă din celelalte filme ale lui: el a fost deja văzut de public ca un actor de personaj care nu este întotdeauna de încredere. Mi se pare foarte înfricoșător, într-adevăr, nivelul de incertitudine și răutate pe care Joe îl aduce filmului.

### Apariții în liste cu cele mai bune filme
| An   | Prezentator                         | Titlu                                                | Loc    | Note    |
| ---- | ----------------------------------- | ---------------------------------------------------- | ------ | ------- |
| 2016 | BBC                                 | Top 100 cele mai bune filme ale secolului XXI        | 25     | [ 97 ]  |
| 2014 | The Hollywood Reporter              | 100 de filme cele mai preferate de la Hollywood      | 89     | [ 98 ]  |
| 2014 | Empire                              | 301 cele mai grozave filme din toate timpurile       | 58     | [ 99 ]  |
| 2013 | Motion Picture Editors Guild⁠(d)     | 75 de filme cel mai bine montate din toate timpurile | 13     | [ 100 ] |
| 2012 | Total Film⁠(d)                       | Cele mai bune 50 de filme ale vieții noastre         | 2      | [ 101 ] |
| 2009 | The A.V. Club⁠(d)                    | Cele mai bune filme din anii 2000                    | 5      | [ 102 ] |
| 2008 | Empire                              | Cele mai grozave 500 de filme din toate timpurile    | 173    | [ 103 ] |
| 2007 | Entertainment Weekly                | Cele mai bune 100 de filme din 1983 până în 2008     | 23     | [ 104 ] |
| 2005 | IMDb                                | A 15-a aniversare - Top 15 filme din ultimii 15 ani  | 7      | [ 105 ] |
| 2005 | Empire                              | Cele mai bune 50 de filme independente               | 14     | [ 106 ] |
| 2005 | Sindicatul Scenariștilor Americani  | 101 cele mai grozave scenarii din toate timpurile    | 100    | [ 107 ] |
| 2003 | 1001 de filme de văzut într-o viață | 1001 de filme de văzut într-o viață                  | Inclus | [ 108 ] |
| 2001 | National Board of Review (NBR)      | Top 10 filme ale anului                              | 4      | [ 109 ] |
| 2001 | Institutul American de Film (AFI)   | Top 10 filme ale anului                              | 6      | [ 110 ] |

### Premii și aprecieri
Deoarece povestirea lui Jonathan Nolan, „Memento Mori” nu a fost publicată înainte de lansarea filmului, Memento a fost nominalizat la categoria Scenariu original în loc de Scenariu adaptat și atât Christopher cât și Jonathan au avut câte o nominalizare.
| Premiu                                                | Categorie                                      | Primitor                            | Rezultat     |
| ----------------------------------------------------- | ---------------------------------------------- | ----------------------------------- | ------------ |
| Oscar 2002                                            | Cel mai bun scenariu original                  | Christopher Nolan și Jonathan Nolan | Nominalizare |
| Oscar 2002                                            | Cel mai bun montaj                             | Dody Dorn⁠(d)                        | Nominalizare |
| Premiile AFI                                          | Filmul anului                                  | Memento                             | Nominalizare |
| Premiile AFI                                          | Povestea anului                                | Christopher Nolan                   | Câștigat     |
| Premiile AFI                                          | Monteorul anului                               | Dody Dorn                           | Nominalizare |
| Festivalul de film Sundance                           | Marele premiu al juriului                      | Christopher Nolan                   | Nominalizare |
| Festivalul de film Sundance                           | Premiul Waldo Salt⁠(d) pentru scenariu          | Christopher Nolan și Jonathan Nolan | Câștigat     |
| Premiul Asociației Criticilor de Film din Chicago⁠(d)  | Cel mai bun actor                              | Guy Pearce                          | Nominalizare |
| Premiul Asociației Criticilor de Film din Chicago⁠(d)  | Cel mai bun scenariu                           | Christopher Nolan                   | Câștigat     |
| Premiul Asociației Regizorilor Americani⁠(d)           | Cel mai bun regizor – Film de lung metraj      | Christopher Nolan                   | Nominalizare |
| Premiile Independent Spirit                           | Cel mai bun film                               | Memento                             | Câștigat     |
| Premiile Independent Spirit                           | Cel mai bun regizor                            | Christopher Nolan                   | Câștigat     |
| Premiile Independent Spirit                           | Cel mai bun scenariu                           | Christopher Nolan                   | Câștigat     |
| Premiile Independent Spirit                           | Cea mai bună actriță în rol secundar           | Carrie-Anne Moss                    | Câștigat     |
| Premiile Independent Spirit                           | Cea mai bună imagine                           | Wally Pfister⁠(d)                    | Nominalizare |
| Premiile Societății criticilor de film din San Diego  | Cel mai bun actor                              | Guy Pearce                          | Câștigat     |
| Asociația Criticilor de Film din Belgia               | Marele Premiu (Grand Prix)                     |                                     | Nominalizare |
| Premiile BAFTA Interactive Entertainment              | „Îmbunătățirea mediilor liniare”               |                                     | Câștigat     |
| Premiile Filmului Britanic Independent (BIFA)         | Cel mai bun film independent străin            | Memento                             | Câștigat     |
| Societatea Criticilor de Film din Boston              | Cel mai bun actor                              | Guy Pearce                          | Nominalizare |
| Societatea Criticilor de Film din Boston              | Cel mai bun scenariu                           | Christopher Nolan                   | Câștigat     |
| Premiul Bram Stoker                                   | Cel mai bun scenariu                           | Christopher Nolan și Jonathan Nolan | Câștigat     |
| Premiul Asociației Criticilor de Film                 | Cel mai bun film                               | Memento                             | Nominalizare |
| Premiul Asociației Criticilor de Film                 | Cel mai bun scenariu                           | Christopher Nolan                   | Câștigat     |
| Premiul Saturn                                        | Cel mai bun film thriller                      | Memento                             | Câștigat     |
| Premiul Saturn                                        | Cel mai bun actor                              | Guy Pearce                          | Nominalizare |
| Casting Society of America⁠(d)                         | Cel mai bun casting                            | John Papsidera⁠(d)                   | Câștigat     |
| Asociația Criticilor de Film din Dallas–Fort Worth⁠(d) | Cel mai bun film⁠(d)                            | Memento                             | Nominalizare |
| Asociația Criticilor de Film din Dallas–Fort Worth⁠(d) | Premiul Russell Smith                          | Christopher Nolan                   | Câștigat     |
| Festivalul de Film American de la Deauville⁠(d)        | Premiul CinéLive                               | Christopher Nolan                   | Câștigat     |
| Festivalul de Film American de la Deauville⁠(d)        | Premiul criticii                               | Christopher Nolan                   | Câștigat     |
| Festivalul de Film American de la Deauville⁠(d)        | Premiul special al juriului                    | Christopher Nolan                   | Câștigat     |
| Festivalul de Film American de la Deauville⁠(d)        | Marele Premiu Special                          | Christopher Nolan                   | Nominalizare |
| Premiul Edgar                                         | Cel mai bun scenariu                           | Christopher Nolan                   | Câștigat     |
| Florida Film Critics Circle⁠(d)                        | Cel mai bun scenariu⁠(d)                        | Christopher Nolan                   | Câștigat     |
| Golden Trailer Awards                                 | Cel mai bun film dramatic                      | Memento                             | Câștigat     |
| Golden Trailer Awards                                 | Cel mai original                               | Memento                             | Câștigat     |
| Golden Trailer Awards                                 | Cel mai bun spectacol                          | Memento                             | Nominalizare |
| London Film Critics' Circle⁠(d)                        | Filmul anului⁠(d)                               | Memento                             | Nominalizare |
| London Film Critics' Circle⁠(d)                        | Regizorul britanic al anului                   | Christopher Nolan                   | Nominalizare |
| London Film Critics' Circle⁠(d)                        | Scenaristul britanic al anului                 | Christopher Nolan                   | Câștigat     |
| Asociația Criticilor de Film din Los Angeles⁠(d)       | Cel mai bun scenariu⁠(d)                        | Christopher Nolan                   | Câștigat     |
| Premiile MTV Movie & TV                               | Cel mai bun regizor nou⁠(d)                     | Christopher Nolan                   | Câștigat     |
| Online Film Critics Society⁠(d)                        | Cel mai bun film⁠(d)                            | Memento                             | Câștigat     |
| Online Film Critics Society⁠(d)                        | Cel mai bun film regizor⁠(d)                    | Christopher Nolan                   | Nominalizare |
| Online Film Critics Society⁠(d)                        | Cel mai bun scenariu adaptat⁠(d)                | Christopher Nolan                   | Câștigat     |
| Online Film Critics Society⁠(d)                        | Cel mai bun actor⁠(d)                           | Guy Pearce                          | Nominalizare |
| Online Film Critics Society⁠(d)                        | Cel mai bun realizator de film revoluționar⁠(d) | Christopher Nolan                   | Câștigat     |
| Societatea criticilor de film din San Diego⁠(d)        | Cel mai bun actor                              | Guy Pearce                          | Câștigat     |
| Societatea criticilor de film din Toronto⁠(d)          | Cel mai bun film⁠(d)                            | Memento                             | Câștigat     |
| Societatea criticilor de film din Toronto⁠(d)          | Cel mai bun scenariu⁠(d)                        | Christopher Nolan                   | Câștigat     |
| Vancouver Film Critics Circle⁠(d)                      | Cel mai bun film⁠(d)                            | Memento                             | Câștigat     |

## Refacere
AMBI Pictures a anunțat în noiembrie 2015 că intenționează să refacă Memento, după ce AMBI a dobândit drepturile de autor (pe lângă a altor filme) din achiziția Exclusive Media. Monika Bacardi, director executiv AMBI Pictures, a declarat că intenționează să „rămână fideli viziunii lui Christopher Nolan și să producă un film memorabil, care să fie la fel de tăios, emblematic și la fel de apreciat ca originalul”.
În aprilie 2018, filmul era încă în lucru.